# Aurofilicidade
Em química e em quântica, a aurofilicidade refere-se à tendência de compostos complexos de ouro de se agregarem através formação de ligações fracas ouro a ouro. A ligação aurofílica é atribuída um comprimento de cerca de 3,0 Å e uma resistência de cerca de 7-12 kcal/mol, o que é comparável com a resistência de uma ligação de hidrogénio